# مدرسه سید
مدرسه سید یزدی مشهورترین و بزرگترین مدرسه دینی در نجف است.

ساختمان زیبای مدرسه سید در نجف، مرکز حوزه علمی شیعه در یکصد سال اخیر

## تاریخ ساختمان
ساختمان این مدرسه که بین سال‌های ۱۳۲۵ قمری تا ۱۳۲۷* بنا شده‌است از نمونه‌های هنری زیبا در معماری دوره قاجار است و با تزئینات کاشی کاری و سنگی بدیع خود چشم‌نواز بازدیدکنندگان این بناست.
بنیان این مدرسه همان‌طور که از نامش پیداست به دستور سید محمدکاظم طباطبایی یزدی که مرجع بزرگ دوره مشروطه و در رأس مخالفان این جنبش بود، توسط استان قلی بیک، وزیر سلطان عبدالاحد بخاری در زمینی به مساحت ۷۵۰ متر مربع گذاشته شد و برای مخارج مدرسه از طرف وزیر مذکور، موقوفات بسیاری از جمله یازده دکان و بخشی از دو گرمابه در کوفه و کارگاه‌های متعددی تعیین شد.
این مدرسه فعالترین حوزه درسی در رشته‌های فقه و اصول و تفسیر در حوزه نجف تا روی کار آمدن صدام در عراق به فعالیت خود ادامه داد و پس از آن با متفرق شدن استادان و شاگردان حوزه نجف از رونق آن کاسته شد.
با سقوط دولت صدام این مدرسه مورد توجه آیت‌الله سید علی سیستانی مرجع بلندپایه شیعه قرار گرفت و برای حفظ و مرمت بنای آن اقدام نمود. این بنا، زیر نظر دفتر آیت‌الله سیستانی در نجف، از سال ۲۰۰۹ تا ۲۰۱۵ میلادی به مدت شش سال توسط گروه‌های مهندسی در حال ترمیم بوده‌است.
متولیان این مدرسه را طبق وقفنامه، خاندان سید یزدی برعهده داشتند که از آن میان سید محمدباقر طباطبایی یزدی و آخرین ایشان محقق طباطبایی بود. با آغاز دورهٔ جدید فعالیت این مدرسه در حال حاضر تولیت آن را سید علی طباطبائی یزدی بر عهده دارد.
مهندس محمدحسین لبانی پایان‌نامه خود را در رشته معماری با عنوان «شیوه‌های پایداری (sustainability) در معماری مدارس علمیه نجف - نمونهٔ موردی: مدرسه آیت‌الله سید محمدکاظم یزدی» دربارهٔ ویژگی‌های معماری این مدرسه نگداشته‌است.
با توجه به سکونت بسیاری از عالمان و عارفان در این مدرسه، فضای آن، در حوزهٔ نجف قداستی داشته‌است، چنان‌که طبق اسناد و مکاتبات موجود در بخش خطی کتابخانهٔ کاشف الغطاء در نجف، هنگام طراحی و اجرای اولین خیابان در نجف در مجاورت حرم امام علی (رو به قبله و موسوم به شارع الرسول)، که سبب می‌شد بخشی از ساختمان این مدرسه از بین برود، آیة الله شیخ محمدحسین کاشف الغطاء دستور انحراف خیابان از قبله را داده و نسبت به تخریب بخشی از مدرسه هشدار داده است و این مدرسه را در این اسناد «صحن دوم حرم امیرالمؤمنین» نامیده است.*

## برخی از شاگردان و استادان و ساکنان مدرسه سید
این مدرسه از آن جهت که شخصیت‌های بارزی از حوزهٔ نجف و برخی شخصیت‌های ایرانی را در خود پرورانده است مورد توجه است. از جمله کسانی که در این مدرسه حجره داشته‌اند و برای مدت طولانی به تحصیل مشغول بوده‌اند می‌توان به اینان اشاره کرد:
- آیة الله شیخ محمدحسین کاشف الغطاء
- آیة الله شیخ احمد کاشف الغطاء
- آیة الله سید ابوالحسن اصفهانی
- آیة الله سید محسن حکیم
- آیة الله سید محمد روحانی
- آیة الله سید صادق روحانی
- آیة الله سید علی سیستانی
- آیة الله سید محمدرضا سیستانی
- آیة الله شیخ حسین وحید خراسانی
- آیة الله شیخ محمداسحاق فیاض
- آیة الله سید علی بهشتی
- آیة الله سید محمدکاظم عصار
- آیة الله شیخ محمدتقی بهجت
- آیه الله سید محمد حسن میرجهانی
- آیة الله سید عبدالکریم کشمیری
- آیة الله شیخ مرتضی طالقانی
- آیة الله علامه شیخ محمدتقی جعفری تبریزی
- آیة الله شیخ محمدتقی آل‌راضی
- آیة الله سید محمد فیروزآبادی
- آیة الله سید محمد هرندی اصفهانی
- آیة الله سید علی هاشمی گلپایگانی
- آیة الله شیخ حسین حلی
- آیة الله سید اسدالله مدنی تبریزی
- آیة الله شیخ حسین راستی کاشانی
- محدث جلیل القدر شیخ عباس قمی
- آیة الله شیخ موسی قمی
- آیة الله شیخ صادق سعیدی
- دکتر ابوالقاسم گرجی
- آیة الله شیخ محمود انصاری قمی
- آیة الله شیخ محسن آصفی
- آیة الله شیخ کاظم خوانساری
- آیة الله میرزا حسن یزدی
- آیة الله سید ابوالقاسم کوکبی
- آیة الله میرزا علی فلسفی
- آیة الله شیخ محمد حسن محمدی بجنوردی
- آیة الله سید ابراهیم خراسانی
- حجة الإسلام شیخ علی دوانی
- حجة الإسلام سید محمود دعایی

## کتابخانه مدرسه سید
کتابخانه این مدرسه، در کنار کتابخانهٔ حسینیه شوشتری‌ها دو کتابخانهٔ عمومی نجف تا پیش از تأسیس کتابخانهٔ امیرالمؤمنین علیه السلام و شامل کتابهای خطی و کتاب‌های چاپی در موضوعات مختلف دینی و تاریخی بود. تأسیس این کتابخانه توسط فرزند سید یزدی، مرحوم آیة الله سید محمد طباطبائی یزدی، که خود فقیهی برجسته بود و در جنگ با ارتش انگلیس از دنیا رفت، انجام گرفت که خود کتابخانهٔ خطی بسیار ارزشمندی داشت و نسخ خطی آن در جای جای منابع کتابشناسی از جمله الذریعه آقابزرگ تهرانی، یاد شده‌است. اما توسعهٔ این کتابخانه در دورهٔ متأخر و به اهتمام محقق طباطبائی شکل گرفت. مشارکت محقق طباطبائی با علامه امینی در فعالیت کتابخانه امیرالمؤمنین برای امتناع از کار موازی، سبب توقف توسعه کتابخانهٔ مدرسه سید شد. در دوره حاکمیت صدام و جنگ با آمریکا که بسیاری از کتابخانه‌ها مورد غارت قرار گرفت، بخشی از این کتابخانه در امان ماند و امروزه همچنان از منابع کتابخانه‌ای ممتازی برخوردار است.*